# Адам Матиас фон Траутмансдорф-Вайнсберг
Адам Матиас фон Траутмансдорф-Вайнсберг (на немски: Adam Matthias Graf von Trauttmansdorff-Weinsberg) е имперски граф на Траутмансдорф-Вайнсберг в Австрия, маршал и кралски щатхалтер в Бохемия.

## Биография
Роден е през 1617 година в Чехия. Той е най-големият син (от 15 деца) на имперски граф Максимилиан фон Траутмансдорф-Вайнсберг (1584 – 1650), фрайхер фон Глайхенберг (първи министър при император Фердинанд III), и съпругата му графиня София Палфи аб Ердьод (1596 – 1668), дъщеря на граф Миклош II Ердьод-Палфи (1552 – 1600) и Мария Магдалена Фугер фон Кирхберг-Вайсенхорн (1560/1566 - 1646). През 1639 г. фамилията се нарича „Траутмансдорф-Вайнсберг“ на немското господство Вайнсберг във Вюртемберг.
През 1623 г. баща му императорският дипломат граф Максимилиан фон Траутмансдорф от Щирия купува дворец Бишофтайнитц (Хоршовски Тин) за малка сума. Дворецът и господството остават собственост до 1945 г. на князете Траутмансдорф.
Адам Матиас фон Траутмансдорф пътува в Италия, Испания и Англия. През 1637 г. той е в Рим, където сключва доживотно приятелство с пражкия кардинал Ернст Адалберт фон Харах. Той се връща в родината си през 1639 г.
Император Фердинанд III го прави на 8 юни 1639 и 1645 г. кралски щатхалтер и (ненаследствен) оберстландмаршал в Бохемия, а от 1665 г. – таен съветник. За разлика от баща си, Адам Матиас не прави дворцова кариера.
Той наследява от баща си имението Бишофтайнитц, една къща в Пилзен и два градски палата в Прага. Той живее Бишофтайнитц, също в Прага и Виена. През февруари 1658 г. има гост за една седмица в Бишофтайнитц император Леополд I, който пътува за императорската коронизация във Франкфурт, където като маршал на Бохемското кралство играе важна церемониална роля.
Според последното желание на баща му Адам Матиас подарява през 1650 г. капуцински манастир в Бишофтайнитц, който става фамилно гробно място на Траутмансдорф. През 1654 г. кардинал Харах освещава манастирската църква и през 1663 г. жени дъщеря му Анна Мария фон Траутмансдорф.
Умира на 2 ноември 1684 в Бишофщайнитц/Хоршовски Тин, Домажлице, Чехия.

## Фамилия
Първи брак: на 2 март 1642 г. в Лайтомишл, Бохемия, це жени за богатата Ева Йохана фон Щернберг (* 2 март 1642; † 2 декември 1674, Бишофтайнитц), дъщеря на Ярослав Волф фон Щернберг (1586 – 1635) и Максимилиана Вероника Свиховски фон Риземберк († 1661). Те имат 14 деца:
- Максимилиан Фердинанд фон Траутмансдорф († 1639)
- Филип Фридрих фон Траутмансдорф († 1664)
- Анна Мария фон Траутмансдорф (* 1642; † 21 април 1727, Линц), омъжена на 4 февруари 1663 г. в Св. Файт, Прага за княз Франц Йозеф фон Ламберг, ландграф фон Лойхтенберг (* 29 октомври 1637; † 1 ноември 1712, Щайр)
- Рудолф Вилхелм фон Траутмансдорф (* 17 февруари 1646, Бишофтайнитц; † 1 февруари 1689, Бишофщайнитц), маршал, женен на 30 януари 1667 г. във Виена за принцеса Анна Мария фон Лихтенщайн (* 13 януари 1650; † 4 май 1704, Прага)
- София Максимилиана фон Траутмансдорф, омъжена за Лудвиг Макс фон Ходитц
- Франциска Терезия фон Траутмансдорф
- Мария Клара фон Траутмансдорф, омъжена за Ото Фердинанд Фолцкра
- Зигисмунд Лудвиг фон Траутмансдорф-Вайнсберг (* 1650; † 17 септември 1707), фрайхер на Глайхенберг, Негау, Бургау и Татценбах, женен за фрайин Корнелия Елеонора Харант з Ползицз з Бездрузицз († 15 март 1728, Мария Шнее)
- Леополд Антон фон Траутмансдорф (* 1656; † 22 февруари 1724), женен на 19 юни 1690 г. в Прага за графиня Мария Шарлота Славата з Хлуму а Козумберка (* 5 юли 1662, Прага; † 20 септември 1716, Прага)
- Мария Елеонора фон Траутмансдорф (* 1 септември 1657, Бишофтайнитц; † 6 март 1714), омъжена на 21 април 1675 г. за граф Франц Николаус Морцин (1655 – 1709)
- Йохан Бернхард фон Траутмансдорф
- Йохан Адам фон Траутмансдорф
- Йохан Максимилиан Антон фон Траутмансдорф († 1662)
- Катарина Барбара фон Траутмансдорф, омъжена за Георг Хайнрих Веренберг

Втори брак: на 23 март 1675 г. се жени за Мария Изабела фон Лобковиц (* 1649; † 1719), дъщеря на Франц Вилхелм фон Лобковиц (1616 – 1670) и Елизабет Евзебия з Талмберка. Те имат два сина:
- Йохан Фридрих Йозеф фон Траутмансдорф
- Йохан Йозеф Франц фон Траутмансдорф